# David Barker junior
David Barker (* 8. Januar 1797 in Stratham, Rockingham County, New Hampshire; † 1. April 1834 in Rochester, New Hampshire) war ein US-amerikanischer Politiker. Zwischen 1827 und 1829 vertrat er den Bundesstaat New Hampshire im US-Repräsentantenhaus.

## Werdegang
David Barker besuchte die Phillips Exeter Academy in Exeter und studierte danach bis 1815 an der Harvard University. Nach einem anschließenden Jurastudium und seiner im Jahr 1819 erfolgten Zulassung als Rechtsanwalt begann er in Rochester in seinem neuen Beruf zu arbeiten.
Politisch schloss er sich in den 1820er Jahren der Fraktion um John Quincy Adams an, die in Opposition zu Andrew Jackson und dessen Anhängern stand. Dementsprechend wurde Barker Mitglied der kurzlebigen National Republican Party. In den Jahren 1823, 1825 und 1826 war er Abgeordneter im Repräsentantenhaus von New Hampshire. Bei den Kongresswahlen des Jahres 1826, die staatsweit abgehalten wurden, wurde er als Kandidat seiner Partei für das dritte Abgeordnetenmandat seines Staates in das US-Repräsentantenhaus in Washington, D.C. gewählt. Dort trat er am 4. März 1827 die Nachfolge von Nehemiah Eastman an. Bis zum 3. März 1829 konnte er aber nur eine Legislaturperiode im Kongress absolvieren. Diese Zeit war von heftigen politischen Diskussionen zwischen den zerstrittenen politischen Lagern überschattet.
Nach dem Ende seiner Zeit im Repräsentantenhaus arbeitete Barker wieder als Rechtsanwalt. Er war auch ein Gründungsmitglied der New Hampshire Historical Society. David Barker starb am 1. April 1834 in Rochester und wurde dort auch beigesetzt.